# Billy Miske
Pour les articles homonymes, voir Miske.
Billy Miske est un boxeur américain né le 29 décembre 1894 à Saint Paul, Minnesota, et mort le 1er janvier 1924.

## Biographie
Il commence sa carrière professionnelle en poids moyens mais se fait connaître en affrontant pour le titre de champion du monde des poids lourds le 6 septembre 1920 Jack Dempsey. Battu par KO au 3e round (sa seule défaite avant la limite) Miske apprend qu'il souffre d'une maladie incurable aux reins. Sachant qu'il ne lui reste plus que quelques mois à vivre en 1923, il choisit pourtant d'affronter Bill Brennan afin de mettre sa famille à l'abri du besoin. Incapable de s'entraîner en vue de ce combat, il parvient toutefois à mettre KO Brennan au 4e round le 7 novembre 1923.

## Distinction
- Billy Miske est membre de l'International Boxing Hall of Fame depuis 2010[2].